# Clara Skøtt
Clara Skøtt (født 25. december 2002 i Køge) er en kvindelig dansk håndboldspiller som spiller for København Håndbold i Damehåndboldligaen og Danmarks U/19-kvindehåndboldlandshold.
Hun har siden juni 2021 optrådt for U/19-landsholdet som højre fløj, hvor hun også deltog under U/20-VM i håndbold 2022 i Slovenien. Her sluttede man på en 5. plads.
Skøtt blev i februar 2021 fast tilknyttet førsteholdet i København Håndbold, efter tidligere at have spillet kampe for klubben ved siden af hendes rolle på FIFs U/19-hold. Her tegnede hun en 3-årig kontrakt.
Skøtt blev i juli 2022 tilføjet til Dansk Håndbolds udviklingstrup, som har til formål at identificere fremtidens A-landsholdsspillere ved at koncentrere udviklingsmidlerne på en begrænset gruppe spillere. Her var hun blandt de ni spillere.